# Upsetter Records
La Upsetter Records è un'etichetta discografica giamaicana, fondata dal musicista e produttore Lee "Scratch" Perry nel 1968.
Contemporaneamente alla fondazione dell'etichetta Perry aprì un negozio di dischi, l'Upsetter Record Shop, dove inizialmente vendeva i dischi da lui prodotti.
Fu sotto quest'etichetta che iniziò la sua carriera musicale il leggendario Bob Marley, con il suo gruppo: The Wailers.

## Discografia
Una lista, incompleta, di album pubblicati su etichetta Upsetter.
- 1969 - The Upsetters - The Upsetter
- 1970 - Bob Marley & The Wailers - Soul Rebels
- 1970 - The Upsetters - Return of Django
- 1970 - The Upsetters - Scratch the Upsetter Again
- 1971 - Bob Marley & The Wailers - Soul Revolution
- 1971 - The Upsetters & friends - Africa's Blood
- 1972 - Artisti vari - Battle Axe
- 1973 - The Upsetters - Blackboard Jungle Dub
- 1973 - Lee "Scratch" Perry & The Upsetters - Cloak and Dagger
- 1976 - The Upsetters - Super Ape
- 1976 - Jah Lion - Colombia Colly
- 1977 - Lee Perry - Roast Fish, Collie Weed And Corn Bread
- 1977 - The Upsetters - Return of the Super Ape